# Sexteto Electrónico Moderno
El Sexteto Electrónico Moderno fue un grupo musical uruguayo surgido en 1966 y disuelto en 1971. Realizaban principalmente música instrumental. Principalmente hacían versiones de otros artistas (fundamentalmente música de banda de sonidos de películas), aunque también tuvieron composiciones propias. A fines de la década de 1960 eran el grupo más popular del Uruguay dentro de los relacionados al rock y jazz.

## Historia
El grupo surgió en 1966. Realizaban interpretaciones instrumentales de éxitos internacionales, fundamentalmente temas de películas. El grupo estaba integrado por Pedro Güida, Emilio Arteaga, Fernando Granada, Reynaldo Granada, Fernando Olivera y Ernesto Gross. Con esta formación se presentaron en varios programas televisivos y grabaron un EP con las canciones Goldfinger, La playa, Grisel y O que eu gosto de voce.
En 1967, el grupo se desintegró, por lo que su representante (Carlos Simonetti) decidió continuar con el conjunto, aunque con nuevos integrantes. El conjunto pasó a estar formado por Armando Tirelli (órgano Hammond), Julio Seoane (bajo eléctrico), Daniel Podestá (piano eléctrico), Juan Olivera (guitarra), Juan Carlos Sheppard (batería) y Daniel Peña (saxo). Esta formación continuaría hasta 1971, con el único cambio en 1969 de la entrada de Humberto Giacometti (trompeta y corno francés) en lugar de Peña.
Pese al cambio en la integración el estilo no se modificó. Su primera edición discográfica (en 1968) fue un EP con versiones instrumentales de Un hombre y una mujer, Lady Jane, Casino Royale y Concierto para enamorados. Ese mismo año adoptaron una estrategia junto con Los delfines (uno de los grupos de rock más populares de ese tiempo): realizaban presentaciones juntos. Esto conllevó un gran impulso para la carrera del Sexteto.
En octubre de 1968, se publicó por el sello London Records el primer LP del grupo. Fue una gran inversión para la época, con una tapa doble poco común en ese momento. Resultó un éxito de ventas, agotándose la primera edición de mil ejemplares en tan solo una semana. Se publicó además en varios países (en Argentina bajo el título Para exigentes). Los disc-jockeys de la época fueron muy elogiosos con la propuesta musical, no así los músicos allegados al jazz y al rock, ni diversos musicólogos.
Su segundo álbum de larga duración, Sin comentarios, lanzado en 1969, repite la fórmula de versionar canciones internacionales exitosas, aunque agrega cuatro canciones compuestas por Armando Tirelli (quien era además el arreglador del resto de las canciones).
En agosto de 1970, llenaron el Palacio Peñarol con una presentación titulada Misa Beat, espectáculo que repitieron una semana después en el Cine Plaza. Allí la actuación fue grabada, lo que dio lugar a un LP titulado "Misa Beat", editado por De la Planta al mes siguiente. También en 1970 vio la luz un LP doble denominado "Doble personalidad".
El espectáculo "Misa Beat" estaba anunciado también como despedida, ya que el grupo pensaba radicarse en México. Sin embargo, el viaje se pospuso para 1971, por lo que tuvieron tiempo de grabar el LP Las cosas pasan. El último disco publicado bajo el nombre "Sexteto Electrónico Moderno" fue editado por De la Planta en 1972 bajo el título "Desde Méjico".
En 1971, viajaron a México tres de los integrantes del grupo (Tirelli, Sheppard y Olivera) junto con Carlos Ghalli (contrabajista). Allí actuaron bajo el nombre Éxodo durante dos años, grabando en 1972 un LP.
En 2004, hubo una nueva actuación del grupo, en la Sala Zitarrosa, integrado en ese caso por Tirelli, Sheppard, Podestá, Peña, Olivera y Giacometti.

## Discografía

### Discos de larga duración
- Sexteto Electrónico Moderno (London Records, 1968)
- Sin comentarios (London Records, 1969)
- Doble personalidad  (London Records, 1970)
- Misa Beat (De la Planta, 1970)
- Las cosas pasan (De la Planta, 1971)
- Desde Méjico (De la Planta, 1972)[10][6]

### EP y sencillos
- Goldinger / La playa / Gricel / O que eu gosto de vocé (Philips Records, 1967)
- Casino Royale / Lady Jane / Concierto para enamorados / Un hombre y una mujer (London Records, 1968)
- The look of love / Zum Zum (London Records, 1968)
- Alguien cantó / Hey Jude (London Records, 1969)
- Serenata para la tierra de uno / Adiós (London Records, 1969)
- Despierta amor / Mi viejo libro de las tapas verdes (De la Planta, 1971)[11][12]

### Recopilaciones
- Sounds From The Elegant World  (Vampi Soul, 2005)